# Jeleniogórski
Jeleniogórski là một huyện thuộc tỉnh Dolnośląskie của Ba Lan. Huyện có diện tích 627 km². Đến ngày 1 tháng 1 năm 2011, dân số của huyện là 63923 người và mật độ 102 người/km².